# دارين كولينز
دارين كولينز (بالإنجليزية: Darren Collins)‏ (24 مايو 1967 بونشستر في المملكة المتحدة - ) هو لاعب كرة قدم بريطاني في مركز الهجوم. لعب مع روشدين ودايموندز ونادي نورثامبتون تاون ونادي كيترينغ تاون وغرانتهام تاون ‏ ونونيتون بورو ‏ ونادي تاموورث وBrackley Town F.C. ‏ ونادي إِنفيلد ‏ ونادي كامبريدج ستي وAylesbury United F.C. ‏ وCogenhoe United F.C. ‏ وWellingborough Town F.C. ‏ وPetersfield Town F.C. ‏.

## وصلات خارجية
- دارين كولينز على موقع قاعدة بيانات كرة القدم.إي يو (الإنجليزية)
- دارين كولينز على موقع Soccerbase.com (لاعب) (الإنجليزية)